# Общественное настроение
«Общественное настроение» — книга Б. Д. Парыгина. Первая монография по проблематике личностного настроения написанная и изданная в СССР.

## История создания

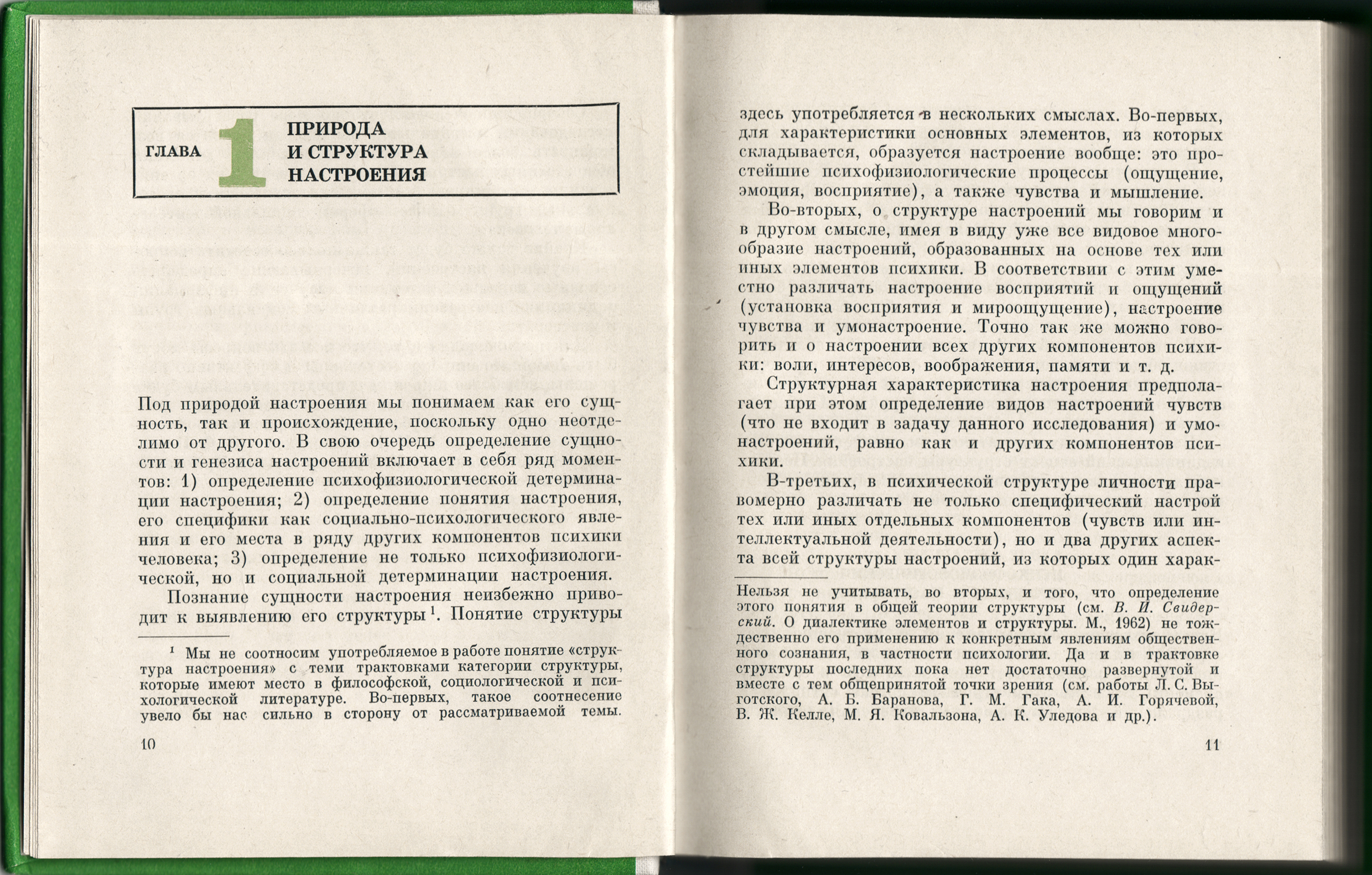
Разворот с 1-й главой книги "Общественное настроение".

Книга Общественное настроение Бориса Дмитриевича Парыгина была опубликована московским издательством "Мысль" осенью (подписано в печать 15 октября) 1966 года тиражом 13000 экземпляров. Монография явилась второй крупной работой учёного, изданной всего через один год после выпущенной издательством ЛГУ книги Социальная психология как наука (1965).
В декабре 1961 года Борис Парыгин защитил в ЛГУ диссертацию на соискание учёной степени кандидата философских наук по теме «В. И. Ленин о формировании настроений масс». Руководитель: А. Г. Ковалёв; оппоненты: В. А. Ядов, В. Н. Колбановский. Утверждение диссертации ВАКом затянулось на долгие полтора года и состоялось только благодаря поддержке прогрессивных московских учёных того времени. Основным раздражителем, для негативной реакции власть предержащих от коммунистической науки, послужил субъективно-эмоционально окрашенный термин "настроения", вынесенный в заголовок работы, ни как не вязавшийся с генеральной линией партии на регулируемую коллективность реакций.
Написанию книги "Общественное настроение" предшествовал выпуск ряда обзорных и полемических статей выходивших с 1952 года в первую очередь в журнале Вестник ЛГУ.
Я учился на философа и одновременно уже на последнем курсе преподавал в школе психологию. <...> в 1952 году в учебной школьной программе существовал предмет — общая психология. Мой интерес к психологии в те годы стал углубляться, но и философию я не забывал, отправляя свои статьи в журналы «Вопросы философии», «Вестник высшей школы» и другие. Меня публиковали, считая, что мои материалы находятся на стыке между философией и психологией <...> Потом прошёл по конкурсу на кафедру философии в Педиатрический медицинский институт и первая публикация, которая состоялась в этом институте, была посвящена общественным настроениям. Интересно то, что на мои первые публикации сразу же обратили внимание за рубежом.

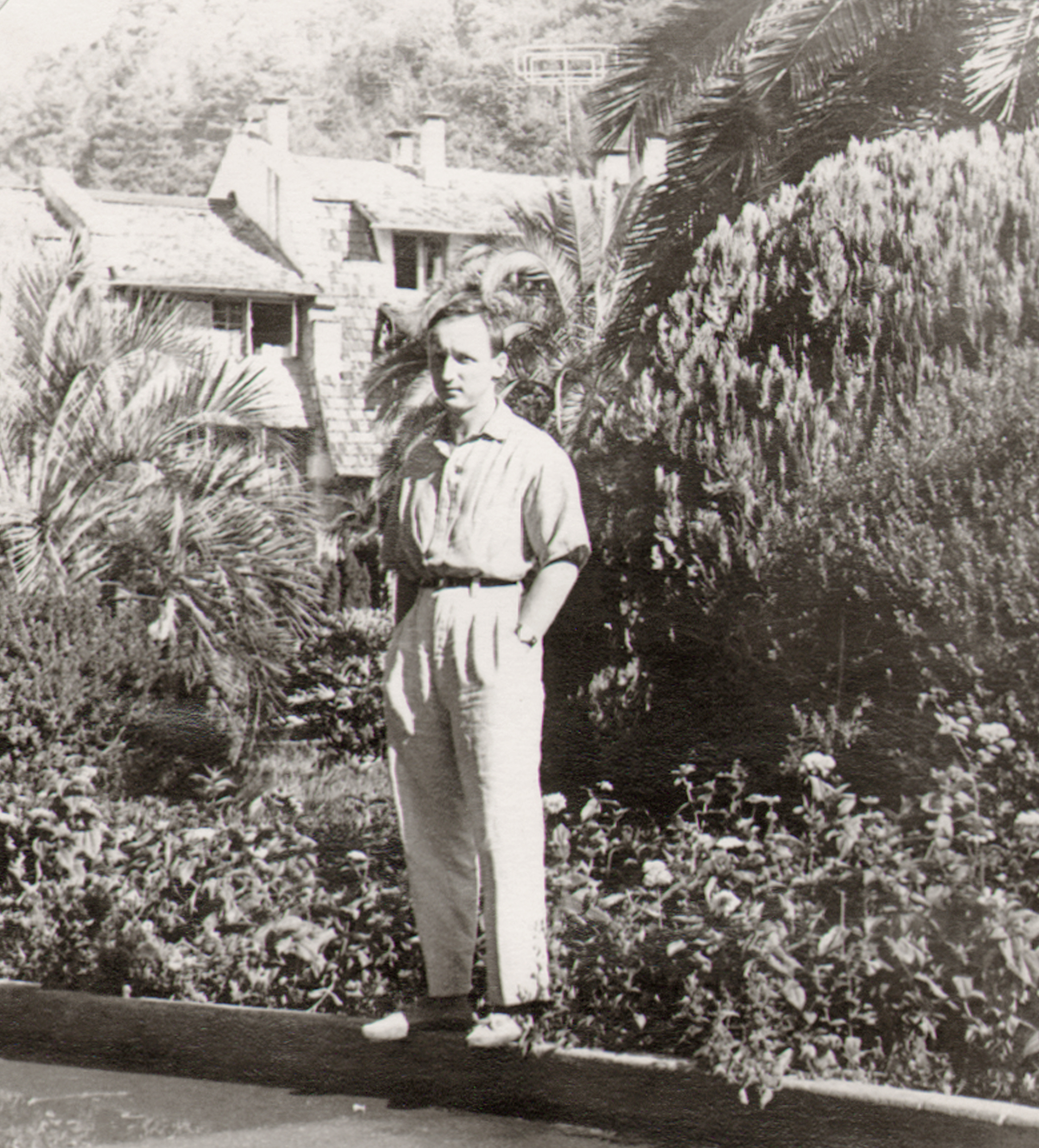
Борис Парыгин. Гагры. 1959.

## Структура книги
...Настроение — исключительно сложное, многогранное и вместе с тем очень значимое социально-психологическое образование. В узком смысле под настроением принято понимать относительно устойчивое и слабо выраженное или угасающее чувство. Нам представляется, что понятие "настроение" следует употреблять и в более широком смысле для обозначения как эмоционального состояния, так и общего настроя, направленности, ориентации всех проявлений психики индивида или социальной группы.

### Оглавление
Введение
Глава 1. Природа и структура настроения
- 1.1. Элементарные психофизиологические процессы и настроение
- 1.2. Настроение и чувство
- 1.3. Умонастроение и его виды
- 1.4. Социальное и индивидуальное в настроениях личности
- 1.5. Настроение как явление групповой психологии
- 1.6. Дух времени и настроение эпохи

Глава 2. Место и роль настроений в социальной жизни
- 2.1. Быт и настроение
- 2.2. Значение настроений в экономической жизни общества
- 2.3. Место настроений в политической жизни
- 2.4. Роль настроений в духовной жизни общества

Глава 3. Динамика общественного настроения
- 3.1. О причинах подвижности настроений
- 3.2. Направленность и стандартность в динамике массового настроения
- 3.3. Формы изменения массовых настроений

Глава 4. Формирование настроений
- 4.1. Динамика настроений и их формирование
- 4.2. Необходимость и значение формирования настроения масс
- 4.3. Роль идеологии в формировании настроений
- 4.4. Формирование настроений советского общества